# Сент-Круа-Вольвестр
Сент-Круа́-Вольве́стр (фр. Sainte-Croix-Volvestre) — коммуна во Франции, находится в регионе Юг — Пиренеи. Департамент коммуны — Арьеж. Административный центр кантона Сент-Круа-Вольвестр. Округ коммуны — Сен-Жирон.
Код INSEE коммуны — 09257.

## Население
Население коммуны на 2008 год составляло 666 человек.
| 1962 | 1968 | 1975 | 1982 | 1990 | 1999 | 2008 |
| ---- | ---- | ---- | ---- | ---- | ---- | ---- |
| 471  | 502  | 512  | 520  | 585  | 611  | 666  |

## Экономика
В 2007 году среди 429 человек в трудоспособном возрасте (15—64 лет) 300 были экономически активными, 129 — неактивными (показатель активности — 69,9 %, в 1999 году было 69,3 %). Из 300 активных работали 255 человек (153 мужчины и 102 женщины), безработных было 45 (20 мужчин и 25 женщин). Среди 129 неактивных 25 человек были учениками или студентами, 54 — пенсионерами, 50 были неактивными по другим причинам.

## Достопримечательности
- Церковь
- Руины древнего монастыря
- Региональный природный парк Пиренеи-Арьеж
- Музей искусства и традиций